# Hallkjell Jonsson
Hallkjell Jonsson también Hallkjell Huk (1158 - 3 de abril de 1194) fue un señor feudal, lendmann de Blindheim, Sunnmøre, y uno de los protagonistas de las guerras civiles noruegas.

## Biografía
Era hijo de Jon Hallkjellsson (n. 1125) y Margarita Haraldsdatter, hija de Harald IV de Noruega. Apoyó la rebelión contra Sverre I de Noruega, apoyando al pretendiente Sigurd Magnusson, hijo ilegítimo de Magnus V. Se trasladó a los archipiélagos del norte donde reclutó al caudillo Olaf (cuñado de Harald Maddadsson) y los Øyskjegg, los últimos guerreros vikingos en las Orcadas y Shetland, una formidable flota de la que se convirtió en jefe militar y de regreso estableció su contingente en Viken. Sverre contaba con los veteranos birkebeiner por lo que el enfrentamiento estaba asegurado y ambas fuerzas se encontraron en la batalla de Florvåg con un altísimo coste de vidas entre las que se sumó la propia de Hallkjell.

## Herencia
Se casó con Ragnhild Erlingsdatter (n. 1158), hija de Erling Skakke, y fruto de esa relación nacieron dos hijos:
- Ragnvald Hallkjellsson (1180 - 1217), fue caudillo de los bagler, murió asesinado en Haugsvik.
- Agmund krökedans Hallkjellsson (1190 - 1264), lendmann.[4]